# Paulasterias
Paulasteriidae
Famille
Genre
Paulasterias est un genre d'étoiles de mer abyssales, le seul de la famille des Paulasteriidae.

## Caractéristiques
Ces étoiles sont munies de six bras effilés et particulièrement charnus, recouverts d'un épiderme épais qui recouvre les plaques squelettiques tout en laissant affleurer des épines calcaires.
Ces étoiles abyssales se distinguent par le fait qu'elles sont les premières étoiles de mer observées près de cheminées hydrothermales.

## Liste d'espèces
Selon World Register of Marine Species (22 avril 2015) :
- Paulasterias mcclaini Mah et al., 2015
- Paulasterias tyleri Mah et al., 2015 - espèce type

## Systématique
Le nom valide complet (avec auteur) de ce taxon est Paulasterias Mah et al., 2015.
Le genre Paulasterias a été créé en 2015 par Christopher L. Mah (d), Katrin Linse (d), Jonathan T. Copley (d), Leigh Marsh (d), Alex David Rogers (d), David A. Clague (d) et David W. Foltz (d),.

## Étymologie
La famille des Paulasteriidae, le genre Paulasterias et l'espèce type Paulasterias tyleri ont été nommés en l'honneur du biologiste des abysses Paul Tyler,.
La deuxième espèce, Paulasterias mcclaini, a été nommée en l'honneur de Craig McClain de l'université Duke et ce en remerciement de l'invitation faite à Christopher L. Mah à participer à l'expédition Paciﬁc Northwest Mbari en 2009.

## Publication originale
- (en) Christopher L. Mah, Katrin Linse, Jonathan T. Copley, Leigh Marsh, Alex David Rogers, David A. Clague et David W. Foltz, « Description of a new family, new genus, and two new species of deep-sea Forcipulatacea (Asteroidea), including the first known sea star from hydrothermal vent habitats », Zoological Journal of the Linnean Society, Linnean Society of London et OUP, vol. 174, no 1,‎ 21 avril 2015, p. 93-113 (ISSN 1096-3642 et 0024-4082, OCLC 01799617, DOI 10.1111/ZOJ.12229, lire en ligne).